# ACE (editor)
ACE - a collaborative editor es un editor de texto colaborativo en tiempo real. Es un sistema de edición cooperativa en tiempo real que permite a múltiples usuarios geográficamente dispersos a ver y editar un archivo de texto al mismo tiempo.

## Introducción
ACE es un editor de texto simple con las funciones más comunes como copiar/pegar y abrir/guardar. Se pueden editar múltiples documentos al mismo tiempo. Además, ACE puede compartir documentos en diferentes computadoras conectadas por redes de comunicación (LAN, Internet). ACE también muestra a los usuarios y sus documentos compartidos automáticamente en una red de área local (LAN). Los usuarios pueden optar a unirse a cualquier documento compartido mostrado. Para todo ello, no es necesaria una configuración porque está basado en zero-conf networking.
Una vez que un usuario se ha unido a la edición de un documento compartido, puede editar libremente éste al mismo tiempo que (con) otros participantes, que actúan entonces como un equipo virtual. La consciencia sobre cómo se encuentra el documento en el momento actual permite evitar conflictos innecesarios entre dos usuarios editando al mismo tiempo el mismo trozo de texto del mismo documento. La información consciente incluye al cursor y el texto seleccionado actualmente por cada usuario (marcado con el color del usuario respectivo).
El corazón de la aplicación es un algoritmo de control de concurrencia basado en el concepto innovador de transformación operacional, que permite editar sin bloqueo un documento por múltiples usuarios. Ello impone que no existan limitaciones de edición y resuelve todos los conflictos automáticamente. El algoritmo se sobrepone a uno de los más significantes desafíos en diseño e implementación de sistemas de edición colaborativa en tiempo real, básicamente preservar la consistencia. Es decir, asegurar que en estado de quietud (quiescencia, cuando no hay mensajes en tránsito), el documento compartido es idéntico para todos los participantes.
ACE está construido con tecnologías abiertas como BEEP (RFC 3080) y zero-conf networking. Todo ello abre la posibilidad de comunicarse incluso con diferentes aplicaciones que entiendan el protocolo público de ACE.
ACE funciona en los principales sistemas operativos como Windows, Mac OS X or Linux y es software libre.